# سام هال (غواص)
سام هال (انگلیسی: Sam Hall؛ ۱۰ مارس ۱۹۳۷ – August 11, 2014 (aged 77)) ورزشکار شیرجه اهل ایالات متحده آمریکا بود.
وی همچنین برندهٔ جوایزی همچون مدال نقره شده‌است.